# Agenzia spaziale iraniana
L’Agenzia spaziale iraniana (in persiano سازمان فضایی ایران, Sázmán e Fazái e Irán, abbreviata ISA, dall'inglese Iranian Space Agency) è un ente governativo iraniano che si occupa delle attività spaziali. L'Iran partecipa attivamente alla corsa allo spazio asiatica e nel 2009 è diventato il nono paese ad aver lanciato autonomamente un satellite nello spazio. È inoltre uno dei 24 paesi fondatori della Commissione delle Nazioni Unite sull'uso pacifico dello spazio extra-atmosferico.

## Storia
L'ISA è stata fondata il 1º febbraio 2004 con il mandato di supportare tutte le attività in Iran riguardanti le applicazioni pacifiche della tecnologia e delle scienze spaziali sotto la guida del Consiglio supremo per lo spazio, il quale è presieduto dal Presidente dell'Iran.
Gli scopi principali del Consiglio sono la realizzazione delle linee di condotta per l'uso pacifico dello spazio esterno, La produzione, il lancio e la gestione dei satelliti nazionali per la ricerca, l'approvazione dei programmi spaziali statali e privati, la promozione di accordi di collaborazione per l'uso efficiente dello spazio e l'identificazione delle linee guida per la cooperazione regionale e internazionale nell'ambito spaziale.

## Lanciatori

### Safir
Safir è il primo lanciatore spaziale sviluppato in Iran. È alto 22 metri, ha un diametro di un metro ed è composto da due stadi a propellente liquido. La massa totale al lancio supera i 26 000 chilogrammi. Il primo stadio è formato da una versione allungata del missile Shahab-3 ed è in grado di portare il carico ad un'altitudine massima di 68 chilometri.

#### Safir-1B
Il Safir-1B è la seconda generazione del lanciatore Safir ed è in grado di inserire un carico di 60 chilogrammi in un'orbita ellittica da 300 a 450 chilometri. La spinta è stata aumentata da 315 a 360 kN.

### Simorgh
Nel 2010 è stato prodotto un vettore più potente chiamato Simorgh. È alto 27 metri e ha una massa di circa 77 000 chilogrammi. Il primo stadio è spinto da cinque motori, quattro dei quali producono una spinta di 285 kN ciascuno, mentre il quinto serve solo per il controllo dell'altitudine e dà una spinta di 133 kN. Al decollo i motori producono una spinta totale di 1275 kN. Il vettore può trasportare un carico di 60 chilogrammi in un'orbita terrestre bassa di 500 chilometri.

### Qoqnoos
Il 2 febbraio 2013 il direttore dell'ISA ha annunciato lo sviluppo di un nuovo lanciatore, chiamato Qoqnoos (“fenice”), che sarà in grado di trasportare carichi più pesanti rispetto al Simorgh.

## Satelliti
- Il 28 ottobre 2005 il primo satellite iraniano, Sina-1, è stato lanciato con un vettore russo Kosmos-3M dal cosmodromo di Pleseck. L'Iran è così diventato il 43º paese ad avere un proprio satellite.
- Il 6 settembre 2008 è stato lanciato Huanjing, satellite per il monitoraggio ambientale costruito congiuntamente da Iran, Cina e Thailandia. Il lancio è stato effettuato con un vettore Lunga Marcia 2C.

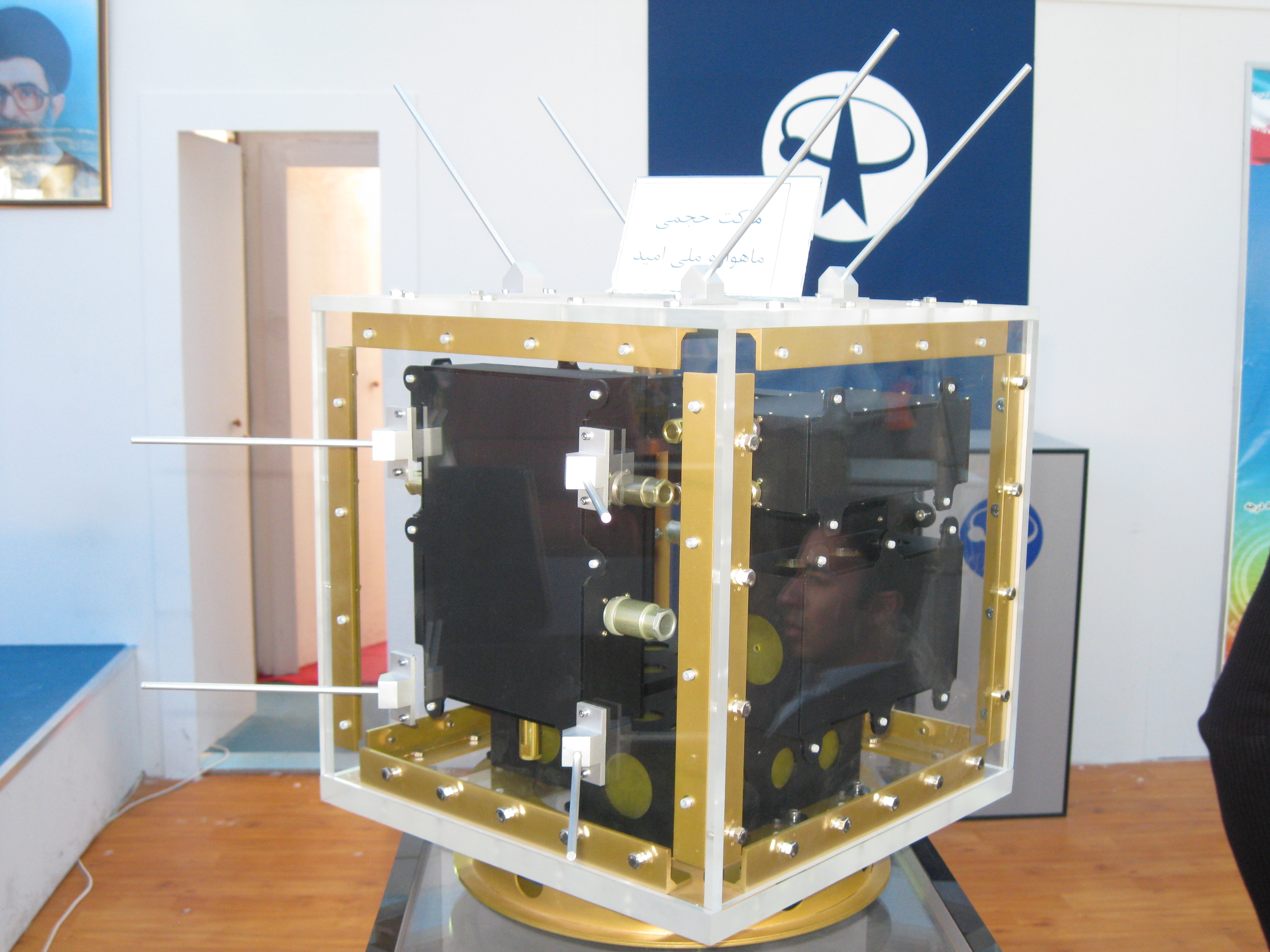
Il satellite Omid.

- Omid è stato il primo satellite lanciato in orbita dall'Iran. Il lancio è avvenuto il 25 aprile 2009 a Semnan con un vettore Safir. Con questo lancio l'Iran è diventato il nono paese ad aver lanciato autonomamente un satellite nello spazio.
- Rasad 1 è un satellite per l'osservazione e la mappatura terrestre lanciato dall'Iran il 15 giugno 2011 con un vettore Safir.
- Navid è un satellite sperimentale costruito da studenti lanciato il 3 febbraio 2012 con un vettore Safir.
- Fajr è un satellite per l'osservazione e la mappatura che trasporta anche un sistema di posizionamento sperimentale. È stato lanciato con un vettore Safir il 2 febbraio 2015.

## Centri spaziali
I due principali siti di lancio iraniani si trovano presso le città di Shahrud e Qom. Da qui sono stati effettuati numerosi lanci suborbitali.
I lanci del vettore Safir hanno invece luogo in un centro spaziale situato vicino alla città di Semnan, il quale comprende un centro di controllo sotterraneo, una stazione di tracciamento e una rampa di lancio. Nel 2010 è stato annunciato che sarebbe stato costruita una nuova rampa di lancio. Il nuovo spazioporto, chiamato Centro Spaziale Imam Khomeini, ospiterà tutti i futuri lanci spaziali iraniani.
Nei pressi della città di Delijan è presente un centro di monitoraggio spaziale, dove vengono osservati e tracciati satelliti e altri oggetti spaziali.

## Missioni umane
L'Iran ha espresso per la prima volta la volontà di inviare esseri umani nello spazio nel 1990. Il presidente sovietico Michail Gorbačëv ha siglato un accordo con il presidente iraniano Ali Akbar Hashemi Rafsanjani per sviluppare congiuntamente missioni spaziali con equipaggio umano, ma l'accordo è decaduto con il crollo dell'Unione Sovietica.
Il 21 novembre 2005 l'Agenzia di stampa della Repubblica Islamica ha annunciato l'esistenza di un programma spaziale umano, che comprendeva i piani per lo sviluppo di un veicolo spaziale e un laboratorio spaziale. L'Iran Aviation Industries Organization (IAIO) il 20 agosto 2008 ha rivelato l'intenzione di lanciare una missione umana entro un decennio. Questo obiettivo è stato indicato come la massima priorità per il paese per i successivi 10 anni, al fine di rendere l'Iran la massima potenza spaziale della regione entro il 2021.
Nell'agosto 2010 il presidente Mahmud Ahmadinejad ha annunciato che il primo astronauta iraniano avrebbe raggiunto lo spazio su un veicolo spaziale iraniano entro il 2019. Più tardi, nel dicembre 2010, il ministro per l'informazione e la comunicazione Reza Taghipour ha dichiarato che «i primi passi sono stati fatti: la fase di studio per stabilire i sottosistemi, i sottoprogetti, i costi e quali progetti devono essere sviluppati è terminata e deve essere sottoposta al Consiglio supremo per lo spazio». In base al programma, il primo volo suborbitale con equipaggio umano ad un'altitudine inferiore ai 200 km dovrebbe avvenire nel 2016, in preparazione del primo volo orbitale umano.
Il 17 febbraio 2015 è stato svelato il primo prototipo del veicolo spaziale che dovrà portare gli astronauti nello spazio.

### Stazione spaziale
Dopo il lancio della missione cinese Shenzhou 7 nel 2008, fonti ufficiali hanno parlato della possibilità di una cooperazione iraniana nella costruzione della futura stazione spaziale cinese.

## Controversie
Il programma spaziale iraniano è stato criticato dagli Stati Uniti e dall'Unione europea a causa del suo potenziale uso militare. Alcuni analisti hanno confrontato il rapido avanzamento delle capacità spaziali iraniane con il programma sovietico Sputnik, giungendo alla conclusione che tale avanzamento consentirà all'Iran di espandere anche le capacità militari della repubblica islamica. I recenti lanci del programma spaziale iraniano hanno portato la tecnologia spaziale iraniana davanti a quella della Corea del Nord, specialmente nella capacità di costruzione di vettori multistadio, fondamentali per effettuare lanci orbitali.